# A948 road
Die A948 road ist eine A-Straße in der schottischen Council Area Aberdeenshire.

## Verlauf
Die Straße zweigt von einem Kreisverkehr entlang der A90 (Edinburgh–Fraserburgh) rund 25 km nördlich von Aberdeen ab. Nach rund 200 m, am Ostrand von Ellon, zweigt die A920 (Ellon–Dufftown) ab. Ellon nach Norden begrenzend führt die A948 zunächst in westlicher Richtung, knickt dann jedoch nach Norden ab. Sie verläuft durch die dünnbesiedelten Regionen Aberdeenshires und schließt verschiedene Weiler sowie einzelne Gehöfte an das Straßennetz an. Nach neun Kilometern dreht der Verlauf sukzessive nach Nordwesten ab. Der Weiler Auchnagatt wird nach rund 14 km erreicht. Dort mündet die B9030 ein. Die A948 endet nach einer Gesamtstrecke von 20,5 km am Südrand von New Deer am südwestlichen Ende der A981 (Fraserburgh–New Deer). Es kreuzt die B9170 (Inverurie–Turriff).